# Maximilian Heim
Maximilian Heim (ur. 14 kwietnia 1961 w Kronach) – niemiecki cysters, profesor teologii fundamentalnej i dogmatycznej. Laureat Nagrody Ratzingera w 2011 roku. Od 10 lutego 2011 opat klasztoru Heiligenkreuz.
W 1983 roku wstąpił do klasztoru w Heiligenkreuz (Austria), a 1988 przyjął święcenia kapłańskie. W 1996 został mistrzem nowicjatu w tym klasztorze.
Od 2007 roku profesor teologii fundamentalnej i dogmatycznej na uniwersytecie w Heiligenkreuzu. W 2011 roku otrzymał od Watykańskiej Fundacji Józefa Ratzingera - Benedykta XVI Nagrodę Ratzingera.

## Publikacje (wybór)
- Maximilian Heim: Der latreutische Aspekt im Gesamtwerk Dietrich von Hildebrands, praca magisterska, Wiedeń 1987.
- Maximilian Heinrich Heim: Joseph Ratzinger – Kirchliche Existenz und existentielle Theologie. Ekklesiologische Grundlinien unter dem Anspruch von Lumen gentium, 1. wydanie – Frankfurt nad Menem:  2004; 2. wydanie poprawione i uzupełnione, z przedmową papieża Benedykta XVI. – Frankfurt nad Menem/Nowy Jork: Peter Lang 2005. ISBN 978-3631542736; 3. wydanie uzupełnione – Frankfurt nad Menem/Nowy Jork: Peter Lang 2014. ISBN 978-3-631-64956-5;
  - wydanie angielskie: Joseph Ratzinger – Life in the Church and Living Theology. Fundamentals of Ecclesiology with Reference to Lumen Gentium. With a Foreword by Joseph Cardinal Ratzinger. Translated by Michael J. Miller, San Francisco 2007.
- Dr. Maximilian Heim: Zisterzienserkloster Bochum-Stiepel, Bochum: Zisterzienserkloster Stiepel, 2008.
- Abt Maximilian Heim: Auf Fels gebaut : Freude an Kirche und Glaube, Heiligenkreuz im Wienerwald: Be&Be 2014. ISBN 978-3-902694-67-6
- Abt Maximilian Heim OCist & Wolfgang Buchmüller OCist: Hommage an Papst Benedikt XVI. : Aufsätze und Essays, Heiligenkreuz im Wienerwald: Be&Be 2018. ISBN 978-3-903118-51-5
- Abt Maximilian Heim OCist: Christus bleibt : Monastisch-theologische Antworten auf Fragen der Zeit, Heiligenkreuz im Wienerwald: Be&Be 2022. ISBN 978-3-903602-57-1